# Proces tehnologic
Procesul tehnologic reprezintă ansamblul de operații mecanice, fizice, chimice, care prin acțiune simultană sau succesivă transformă materiile prime în bunuri sau realizează asamblarea, repararea ori întreținerea unui sistem tehnic.
Un proces este un ansamblu de activități corelate sau în interacțiune care transformă elemente de intrare în elemente de ieșire.
Procesul de producție - cuprinde totalitatea proceselor folosite pentru transformarea materiilor prime și a semifabricatelor în produse finite, pentru satisfacerea necesităților umane. Procesul de producție cuprinde diferite categorii de procese : procese tehnologice de bază, procese auxiliare, procese de servire și procese anexe.
Procesele tehnologice de bază sunt cele care contribuie direct la realizarea produselor finite, prin transformarea intrărilor în ieșiri; acestea sunt "procese de transformare" care transformă resursele de intrare în produse intermediare sau produse finite. În cazul produselor predominant mecanice, procesele tehnologice sunt: elaborarea semifabricatelor (prin turnare, forjare, sudare, formare etc.), procese de prelucrare, procese de asamblare, procese de control etc.
Procesele auxiliare și procesele de servire asigură pregătirea, respectiv servirea proceselor de bază; acestea includ de exemplu: transportul materialelor și produselor în procesul de producție, fabricarea sculelor și dispozitivelor, repararea și întreținerea utilajelor tehnologice etc.
Procesele anexe constau în valorificarea resurselor reziduale rezultate în producție: colectarea deșeurilor, regenerarea emulsiilor etc.

## Definiția și clasificarea proceselor tehnologice
Procesul tehnologic (PT) (Manufacturing process -în l. engleză; Processus technologique -în l. franceză) se definește ca totalitatea  operațiilor concomitente sau ordonate în timp, necesare fie pentru obținerea unui produs prin prelucrare sau/și asamblare, fie pentru întreținerea sau repararea unui sistem tehnic (de exemplu: mașină, vehicul etc.).
Dicționarul enciclopedic (2004) definește procesul tehnologic ca fiind "totalitatea operațiilor care comportă prelucrări mecanice sau chimice, tratamente termice, impregnări, montaje etc. și prin care materiile prime sau semifabricatele etc. sunt transformate în produse finite." Procesele tehnologice pot modifica forma, structura, proprietățile fizico-mecanice sau compoziția chimică a materiilor prime, materialelor sau semifabricatelor de prelucrat.
Procesele tehnologice se clasifică după diferite criterii:
٭după modul de folosire a utilajelor se deosebesc procese tehnologice manuale, mecanizate, automatizate sau mixte;
٭după scopul urmărit : PT de construire, de dezmembrare, de distrugere, de elaborare metalurgică, de încercare, de întreținere, de măsurare, de montare-demontare, de prelucrare, de recondiționare, de reparare, de transport;
٭după procedeul caracteristic care intervine în cursul desfășurării operațiilor se disting : PT mecanice, termice, electrice, chimice, electrochimice, termochimice, biochimice.

## Procese tehnologice componente ale procesului de fabricație
Procesul de fabricație este un proces de producție prin care se obține un produs fabricat. Dicționarul explicativ al limbii române oferă următoarea definiție : Procesul de fabricație este "totalitatea procedeelor folosite pentru transformarea materiei prime și a semifabricatelor în produse finite".
Procesul de fabricație cuprinde diferite procese tehnologice între care există legături funcționale, procese prin care se realizează transformarea succesivă a materiei prime sau semifabricatelor în produse finite. În cazul produselor mecanice, procesul de fabricație este constituit din următoarele categorii de procese tehnologice.
Procesul de elaborare a semifabricatelor trebuie să asigure calitatea materialului și proprietățile fizico-mecanice impuse. Obținerea semifabricatelor se poate realiza prin debitare din laminate, turnare, deformare la cald (forjare liberă, matrițare), deformare la rece sau sudare.
Procesul tehnologic de prelucrare (Machining process -în l. engleză; Usinage -în l. franceză) are ca funcție modificarea formei geometrice și a dimensiunilor piesei de prelucrat, a stării suprafețelor (calității suprafețelor) materialului sau semifabricatului, în scopul obținerii piesei finite - ca rezultat al prelucrărilor prin așchiere pe mașini-unelte. Piesa este prelucrată prin așchiere, prin diferite procedee: strunjire, frezare, rabotare, mortezare, găurire etc.
Procesul tehnologic complet de prelucrare a piesei este descris în documentația tehnologică, de exemplu : Planul de operații pentru prelucrări mecanice (Routing sheet -în l. engleză; Gamme d'usinage -în l. franceză).
Procesul tehnologic de tratament termic și acoperiri de suprafață urmărește asigurarea structurii necesare a materialului și a proprietăților fizico-mecanice impuse. Tratamentele termice (călire, revenire, îmbătrânire etc.) sau termochimice (cementare, nitrurare etc.) aplicate în acest scop se realizează în general după etapa prelucrărilor de degroșare a piesei. Unele piese sunt supuse, de asemenea, unor tratamente de suprafață (brunare, cromare, nichelare, eloxare etc.) în scopul protecției suprafețelor de acțiunea corozivă a mediului.
Procesul tehnologic de asamblare este partea finală a procesului de fabricație prin care se obțin complete de piese, subansambluri și ansambluri care formează produsul final. Asamblarea unui subansamblu/ansamblu implică activități de asamblare a unor piese definitiv prelucrate sau a unor subansambluri, într-o succesiune bine stabilită, asigurând ajustajele și condițiile tehnice indicate în documentație.
Procesul tehnologic de control și de încercare trebuie să asigure conformitatea produsului în fiecare etapă succesivă a procesului de fabricație și ca produs final. Conformitatea produselor aflate în curs de fabricație trebuie verificată prin inspecții sau încercări efectuate în puncte de inspecție (control) adecvate din procesul de fabricație. În afară de inspecțiile sau încercările efectuate de operatorii mașinilor (autoinspecții) se organizează puncte de inspecție fixe, amplasate în succesiunea operațiilor fluxului tehnologic.
Procesul tehnologic de recepție a produsului finit. Recepția produsului finit are obiectivul de a stabili dacă o unitate de produs ori un lot propus pentru livrare este acceptabil. Sunt disponibile mai multe variante de verificare a produsului finit.
٭inspecții și încercări de acceptare (recepție) pentru a se asigura că produsul finit este conform condițiilor specificate. Se pot efectua prin inspecție 100% sau sub forma de inspecție prin eșantionare;
٭inspecție lot cu lot : se realizează inspecția produselor prezentate într-o serie de loturi de produse finite, iar decizia de acceptare sau respingere se referă la loturile individuale de produse.

## Sistemul-proces tehnologic de prelucrare
Considerând procesul tehnologic de prelucrare prin așchiere ca sistem, elementele de intrare (input-uri) sunt: fluxul materialelor, fluxul de energie și fluxul informațiilor utilizate în procesul tehnologic, iar elementele de ieșire (output-uri): piesele finite și informații la ieșire (abateri tehnologice apărute la execuția operațiilor tehnologice).Sub acțiunea fluxurilor de energie și de informații la intrare, fluxul de materiale sau semifabricate se transformă, prin procesul de prelucrare pe diferite mașini-unelte cu ajutorul sculelor așchietoare, în piese finite, această transformare a mulțimii intrărilor în mulțimea ieșirilor constituind funcția sistemului-proces tehnologic. Fluxurile fizice de materiale, semifabricate, piese în curs de execuție sunt supuse la constrângeri determinate de capacitatea sistemului de producție, care poate limita abilitatea sistemului de a satisface așteptările pentru piesele finite. Pentru ca procesele tehnologice să fie abordate ca sisteme, este necesar să fie evidențiate caracteristicile acestora (caracteristici sistemice).Într-adevăr, se poate formula o definiție funcțională a procesului tehnologic (care descrie funcția acestuia) și o definiție structurală (care indică structura sistemului). În ceea ce privește funcția sa, procesul tehnologic de prelucrare mecanică este un proces de transformare succesivă, cantitativă și calitativă, a obiectelor muncii, din starea de semifabricate S0 în starea de piese finite Sk, care constituie ieșiri funcționale ale sistemului-proces. Transformările obiectului muncii prin prelucrări mecanice în cadrul operațiilor succesive constau în modificarea formei geometrice, a dimensiunilor, a calității suprafețelor, a poziției relative a suprafețelor.
Din punct de vedere al structurii, procesul tehnologic de prelucrare reprezintă partea din procesul de fabricație care cuprinde totalitatea operațiilor și fazelor intercorelate, necesare pentru executarea pieselor finite, în cadrul unei unități de producție. Elementele de structură ale procesului tehnologic (operații, faze) au ele însele o anumită structură. De regulă, procesele tehnologice de prelucrare pot fi divizate (detaliate cu un anumit grad de detaliere) în moduri diferite în operații, iar acestea în faze componente. Modificarea componenței operațiilor și a numărului de operații ale procesului, prin schimbarea modului de divizare, conduce la modificarea structurii procesului tehnologic. Aceeași funcție a sistemului-proces poate fi îndeplinită de procese tehnologice cu structuri diferite.
Procesele tehnologice, fiind sisteme complexe, prezintă următoarele caracteristici sistemice:
-sunt multidimensionale, în sensul că sunt formate dintr-un număr relativ mare de componente (operații și faze);
-posedă o structură ierarhică : în cazul general, orice PT poate fi considerat ca o totalitate de sub-sisteme (operațiile), iar fiecare dintre acestea se subdivide în sub-sisteme și mai simple (fazele);
-prezintă intercorelații multiple care se exprimă printr-un număr mare de legături între sub-sisteme la același nivel ierarhic și prin interdependențe între diferitele niveluri ierarhice ale sistemului-proces tehnologic;
-sunt multicriteriale: pentru unele sub-sisteme componente, soluțiile optime se pot adopta pe baza mai multor criterii de optimizare;
-sinteza sistemelor-proces tehnologic pe baza unei anumite funcții date este o problemă multivariantă (diferite procese cu același specific tehnologic pot îndeplini aceeași funcție).

## Componentele procesului tehnologic de prelucrare
Fiecare proces tehnologic de prelucrare a unei piese este constituit dintr-un număr de elemente componente : operații, faze, treceri, mânuiri.
Operația tehnologică de prelucrare mecanică (manufacturing operation -l. engl; opération d'usinage -l. franc.) este partea componentă a procesului tehnologic, executată la un singur loc de muncă (de exemplu, o mașină-unealtă, o celulă flexibilă etc.) în scopul prelucrării unei piese sau a mai multor piese simultan, fără ca obiectul muncii să părăsească locul respectiv, până la terminarea operației. S-a propus și termenul de "suboperație de prelucrare", însă acest termen nu este standardizat în România și nici nu este utilizat în practica uzinală din țară. In aceeași operație tehnologică se prelucrează suprafețele piesei legate între ele prin cote cu toleranțe mici sau prin specificații geometrice (coaxialitate, perpendicularitate etc.).
Operația tehnologică poate fi compusă din una sau mai multe faze de prelucrare consecutive, realizate asupra piesei.
Faza (secvența) de prelucrare este o parte componentă a operației care constă din prelucrarea unei suprafețe sau a mai multor suprafețe simultan, cu o singură sculă așchietoare, respectiv cu mai multe scule simultan, cu un anumit regim de așchiere și fără demontarea piesei între faze. Exemple de faze : ciclu de degroșare prin strunjire; ciclu de găurire adâncă cu retrageri repetate ale burghiului.
Operația de prelucrare rezultă ca o reuniune a fazelor sale componente, fără demontarea piesei și fără transferul cuplului piesă-portpiesă de la o mașină la alta. La fiecare demontare a piesei de prelucrat din dispozitivul portpiesă se schimbă operația.
Trecerea de prelucrare (pass -l. engl.; passe -l. franc.) este o parte a fazei, efectuată pe aceeași suprafață, prin care de pe suprafață se îndepărtează un singur strat de material, printr-o singură deplasare a sculei în raport cu piesa, în urma căreia se obține o anumită formă geometrică.
Mânuirea reprezintă un grup de mișcări ale unui operator, necesare desfășurării operației, fazei sau trecerii, însă în cursul cărora nu se îndepărtează material (așchii).
Procesul de prelucrare mecanică este alcătuit din succesiunea ordonată de operații de prelucrare a suprafețelor ce compun piesa.
Operațiile de prelucrare pot fi grupate în următoarele tipuri:
٭operații de degroșare  (l. engl.: roughing  cut operations)-permit să se înlăture (detașeze prin așchiere) o cantitate maximă de material, eliminând neregularitățile fizice ale materialului;
٭operații de semifinisare -realizează o bună apropiere de suprafața finită, asigură regularitatea așchiei la finisare și asigură precizia geometrică de poziție a suprafețelor;
٭operații de finisare  (l. engl.: finishing cut operations)- permit să fie respectate rugozitatea suprafeței, precizia geometrică și dimensională, cerute prin desenul de execuție;
٭operații de netezire sunt prelucrări finale ce urmăresc obținerea unei rugozități minime și a unei precizii dimensionale și geometrice foarte ridicate a suprafeței.
În conexiune cu terminologia componentelor procesului tehnologic de prelucrare se află noțiunile de entitate de prelucrat și proces elementar de prelucrare. Entitatea de prelucrat este o grupare de suprafețe elementare ale piesei care pot fi prelucrate cu aceeași sculă și în aceeași configurație particulară a unei mașini-unelte. Procesul elementar de prelucrare este constituit dintr-o succesiune ordonată de faze de prelucrare, care conduce la realizarea unei forme geometrice definite a piesei, numită entitate de prelucrat.
Definițiile componentelor proceselor de prelucrare sunt standardizate în România în STAS 6909-75

## Documentația tehnologică în construcția de mașini
Procesele tehnologice sunt descrise și reprezentate grafic într-o serie de documente tehnologice, cum sunt:
- Nomenclator care include evidența elementelor componente ale produsului, în vederea urmăririi fabricației, întocmirii consumurilor specifice sau a listei de materiale etc.;

- Itinerar tehnologic cuprinde stabilirea pe întreprindere a succesiunii secțiilor sau atelierelor care participă la fabricarea componentelor produsului;

- Fișă tehnologică -formular specific care cuprinde toate indicațiile pentru executarea operațiilor unui proces tehnologic, pentru o anumită piesă;

- Plan de operații -stabilește desfășurarea procesului tehnologic, cu indicarea tuturor datelor necesare executării operațiilor pe faze. Se elaborează plane de operații pentru prelucrări mecanice, pentru tratamente termice, pentru procese tehnologice de turnare etc. Se folosește la fabricația de serie, precum și pentru fabricarea de unicate a unor piese complicate din punct de vedere tehnologic;

- Tehnologie de control al calității este inclusă în fișa de control sau într-un document intitulat „Instrucțiuni pentru operații de control”. Cuprinde toate datele referitoare la tehnologia de verificare a produsului;

- Fișă pentru calculul normei de timp (de muncă) se întocmește în vederea stabilirii tehnico-științifice a normelor de timp pentru fazele de lucru indicate în planul de operații;

- Fișă de calcul pentru mașini-unelte semiautomate sau automate;

- Desen de execuție pentru semifabricat: stabilirea formei, dimensiunilor, materialului și a altor condiții tehnice pentru semifabricatele pieselor executate prin procedee de turnare, matrițare etc.;

- Desene de execuție pentru scule, dispozitive, verificatoare;

- Fișă de consum specific de materiale -document tehnologic care stabilește consumul de materiale necesare pentru fabricarea unității de produs;

- Lista utilajelor include evidența centralizată a utilajelor (mașinilor) necesare fabricării produsului;

- Documentație pentru piese prelucrate pe mașini-unelte cu comandă numerică: scheme de reglaj, fișa de programare, banda port-program etc.

Documentația tehnologică completă pentru procese tehnologice în construcția de mașini este cuprinsă în STAS 6269-90.

## Operații diferențiate și operații concentrate
Problema structurii operațiilor de prelucrare poate fi analizată și luând în considerare gradul de detaliere al acestora în faze și treceri. Într-o astfel de abordare, elaborarea proceselor tehnologice de prelucrare a pieselor se poate face după principiul diferențierii operațiilor sau concentrării operațiilor.
Operațiile diferențiate sunt formate dintr-o singură fază sau un număr redus de faze, în care se prelucrează o suprafață, respectiv un număr mic de suprafețe, cu o singură sculă sau cu mai multe scule simple care intră succesiv în lucru. Fazele de prelucrare nu sunt suprapuse în timp.
Operațiile concentrate sunt formate dintr-un număr mare de faze care pot fi executate simultan sau simultan-succesiv asupra uneia sau mai multor piese, cu una sau mai multe scule așchietoare sau cu o sculă așchietoare combinată. Operația concentrată permite suprapunerea în timp a fazelor, determinând reducerea timpului pe operație.
Avantajele obținute prin concentrarea prelucrărilor sunt : reducerea timpului total de prelucrare, scurtarea ciclului de fabricație, creșterea preciziei de prelucrare a piesei, reducerea numărului de mașini-unelte necesare.

## Criterii de proiectare a proceselor tehnologice de prelucrare
Proiectarea proceselor tehnologice de prelucrare trebuie să satisfacă anumite cerințe de natură tehnică, economică și socială care pot fi exprimate cu ajutorul a trei criterii de proiectare :
٭criteriul tehnic;
٭criteriul economic;
٭criteriul social;
٭criteriul tehnologic.
Criteriul tehnic impune realizarea produsului (semifabricat, piesă) în conformitate cu condițiile tehnice prevăzute în documentația tehnică și tehnologică. Pentru îndeplinirea acestui criteriu, procesul tehnologic proiectat trebuie să asigure realizarea volumului de producție (cantității de produse) în perioada planificată, în condițiile respectării cerințelor referitoare la toleranțe și starea suprafețelor precum și a cerințelor funcționale pentru durata de funcționare așteptată a piesei.
Criteriul economic reclamă ca procesul tehnologic conceput să conducă la execuția produsului cu consumuri minime de materiale, energie și manoperă, adică la un cost minim. Aceasta implică :
٭alegerea judicioasă a semifabricatelor : a metodei și procedeului de elaborare a acestora;
٭alegerea variantelor optime de metode și procedee de prelucrare;
٭alegerea judicioasă a mijloacelor de fabricație (mașini-unelte, scule, dispozitive, mijloace de manipulare și transport uzinal);
organizarea judicioasă a procesului tehnologic de prelucrare : organizare succesivă, organizare în paralel, organizare mixtă.
Criteriul social impune proiectarea unor procese care să asigure condiții cât mai bune de muncă. În acest scop, la concepția proceselor tehnologice trebuie să se adopte măsuri de introducere a mecanizării și automatizării operațiilor, care să elibereze executanții de prestarea unor operații grele, obositoare sau desfășurate în medii nocive.
Criteriul tehnologic, în cazul proceselor tehnologice de prelucrare prin așchiere, se referă la posibilitățile tehnologice ale mașinilor, sculelor și dispozitivelor
Posibilitățile tehnice ale mașinilor includ:
٭natura suprafețelor care pot fi prelucrate pe fiecare mașină;
٭posibilitățile de asociere a suprafețelor de prelucrat fără demontarea piesei;
٭capacitatea magazinelor de scule, traiectoriile sculelor la mașini-unelte cu comandă numerică;
٭calitatea suprafețelor prelucrate;
٭regimuri de așchiere posibile (viteze, avansuri, putere...).
Posibilitățile tehnice ale sculelor se referă la :
٭tipul operației posibile (degroșare, semifinisare, finisare);
٭materiale prelucrabile (cu sau fără tratament termic), caracterizate prin prelucrabilitatea prin așchiere;
٭viteze de așchiere și adâncimi de așchiere posibile, acestea fiind dependente de materialul părții așchietoare a sculei;
٭durabilitatea sculelor.
Posibilitățile tehnice ale dispozitivelor:
٭natura orientării-fixării piesei și sculei;
٭ergonomia și securitatea utilizării.

## Proiectarea proceselor tehnologice de prelucrare
Proiectarea sau selectarea proceselor tehnologice de prelucrare mecanică se realizează în anumite etape interdependente, în care se selectează procedeele de prelucrare, mașinile-unelte, sculele și dispozitivele, parametrii operaționali ai fiecărei operații de prelucrare prin așchiere. Obiectivul urmărit prin proiectarea procesului tehnologic de prelucrare mecanică constă în obținerea în unitatea de producție a pieselor de calitate conformă cu condițiile tehnice impuse,la un cost de producție minim,  prin combinarea ordinii cronologice a operațiilor și utilizarea forței de muncă, a parcului de mașini-unelte existente și de scule determinate. Există mai multe metode ce pot fi aplicate în acest scop.
Metoda generală de elaborare manuală se bazează pe analiza desenului de execuție al piesei (desen de definire) și a caietului de sarcini de producție, urmând alegerea semifabricatului, stabilirea traseului tehnologic (succesiunii operațiilor -operation sequence -l.engl.; succesion des opérations -l.franceză) și a structurii operațiilor de prelucrare, selectarea mașinilor și a echipamentelor tehnologice (scule, dispozitive, verificatoare - SDV-uri) pentru fiecare operație, concepția proceselor tehnologice de control asociate procesului de prelucrare. Pentru operațiile tehnologice de prelucrare se precizează regimurile de așchiere și timpii de prelucrare. Se elaborează programele de comandă numerică a mașinilor-unelte. Se întocmește documentația tehnologică de lansare și urmărire a execuției piesei.
Proiectarea proceselor tehnologice de grup urmărește să valorifice avantajele proiectării și prelucrării pieselor similare morfologic și ca procedee de prelucrare. Termenul "tehnologie de grup" (engleză group technology) a fost utilizat pentru prima dată în anul 1959.
Pentru elaborarea tehnologiei de grup este necesară clasificarea și codificarea pieselor în "familii de piese" similare și înregistrarea lor în cataloage. Pentru fiecare grupă de piese se elaborează un proces tehnologic de grup. Aceste familii de piese pot fi orientate pe produse (piese) sau spre similarități de fabricație, necesare pentru a realiza produsul. În cazul orientării pe produse, similaritățile includ forma, materialul sau funcțiunea; similaritățile de fabricație se referă la procesele sau echipamentele utilizate pentru a produce familia de piese. În ultimul caz, piesele produse nu trebuie să fie în mod necesar similare ca aspect. Utilajele sunt grupate în celule de fabricație, fiecare celulă fiind destinată pentru o familie particulară de piese.
O celulă de fabricație pentru tehnologia de grup este formată dintr-o grupă de mașini-unelte și echipament de manipulare a pieselor, amplasate în aceeași zonă de producție, pentru a prelucra una sau mai multe familii de piese. În mod preferabil, piesele sunt prelucrate complet în interiorul celulei de fabricație în grup. Mașinile pot fi modificate, reechipate și regrupate pentru diferite linii de produse în interiorul aceleiași familii de piese. Tehnologia de grup poate fi asociată cu Proiectarea asistată de calculator a procesului (CAPP) ,pentru a tipiza planurile de prelucrare care determină modurile de execuție a pieselor, pentru a reduce numărul de planuri noi și pentru a le stoca, regăsi, extrage din memoria calculatorului și printa în mod eficient. 
Proiectarea asistată de calculator a procesului de prelucrare (Computer-Aided Process Plannning -CAPP) stabilește în mod automat procesul de prelucrare prin utilizarea calculatorului. CAPP constă în utilizarea tehnicii de calcul pentru asistarea planificării (proiectării) procesului de fabricație a unei piese sau a unui produs.
Sistemele CAPP dezvoltă automat planurile de prelucrare a pieselor, plecând de la modelul CAD dat al piesei și se bazează pe aspectele de clasificare și codificare a pieselor realizate după principiile tehnologiei de grup. Există două tipuri de sisteme CAPP : metoda prin variante și metoda generativă.
La metoda prin variante (Variant Process Planning), denumită și metoda derivativă, fișierele de calculator conțin procese tip prestabilite pentru piese de prelucrat. Căutarea procesului tip se face în baza de date memorată anterior, prin cifra de cod a noii piese, bazată pe forma sa geometrică și caracteristicile de prelucrare. Procesul tip este regăsit, afișat pentru analiză și printat sub forma unui plan de operații (routing sheet -l.engl.). Acest document -planul procesului -include informații cum sunt tipul mașinilor, centrelor de prelucrare, sculelor și dispozitivelor care trebuie utilizate, succesiunea operațiilor de prelucrare, parametrii operațiilor individuale : viteze, avansuri, timpi necesari pentru prelucrare etc. Pot fi efectuate modificări minore ale planului existent al procesului, dacă sunt necesare. Dacă un plan de operații nu există în baza de date, se creează unul pentru noua piesă și acesta este stocat în memoria calculatorului. Sistemele de concepție automată a procesului de prelucrare, bazate pe metoda prin variante, sund denumite și sisteme de Tehnologie de Grup Asistată de Calculator.
Metoda generativă (Generative Process Planning) realizează generarea automată a unui proces de prelucrare pe baza unor reguli logice de prelucrare care ar fi respectate de un proiectant tradițional de procese pentru fabricarea piesei considerate. Un astfel de sistem este complex, deoarece trebuie să conțină informații detaliate asupra geometriei piesei, dimensiunilor, capabilității proceselor, selectării procedeelor de fabricație, mașinilor-unelte și sculelor necesare, precum și succesiunii operațiilor care vor fi executate. Geometria piesei trebuie descrisă complet, ceea ce se poate obține dintr-un sistem de proiectare constructivă computerizată CAD (Computer-Aided Design). Pornind de la descrierea completă a piesei, se utilizează "tabele de decizie" care asociază la fiecare condiție tehnologică procedeele de fabricație.
Sistemul de generare este capabil să creeze un nou plan al procesului, în locul utilizării și modificării planurilor existente, ca în sistemul prin variante. La proiectarea automată, planele de operații pot fi elaborate mai rapid decât la proiectarea manuală, iar fișele printate la imprimantă sunt mai bine executate și mai lizibile.
In sistemul CAPP pot fi încorporate și alte funcțiuni, de exemplu estimarea costurilor și normele de muncă.
Un exemplu de sistem CAPP este Tecnomatix.  Tecnomatix este un pachet de soluții pentru modelarea tridimensională, analiza și pregătirea automatizată a producției, disponibil de la compania Siemens PLM Software. Sistemul asigură prognoza rezultatelor proceselor tehnologice, permite să se determine procesele de fabricație optime, modelarea proceselor tehnologice reale în mediul virtual. În iunie 2009 a fost lansată versiunea 9 a produselor companiei, Tecnomatix 9.
Capabilitățile multiple ale produselor software Tecnomatix se regăsesc la Official  Tecnomatix Website